# Campeonato Mundial de Futebol de Salão (FIFUSA/AMF)
O Campeonato Mundial de Futebol de Salão - AMF  é um torneio internacional de futebol de salão disputado nas regras FIFUSA/AMF, entre seleções nacionais filiadas a Associação Mundial de Futsal (AMF).

## História

### Era FIFUSA
A competição originariamente iniciou-se em 1982, com o primeiro Mundial de Futebol de Salão, organizado pela antiga Federação Internacional de Futebol de Salão (FIFUSA) - primeira entidade internacional a comandar a modalidade.
A FIFUSA organizou as três primeiras edições, realizadas a cada três anos. O primeiro deles foi disputado no Ginásio do Ibirapuera, na cidade de São Paulo, em 1982. Esse torneio contou com a participação de dez seleções e foi vencido pelo Brasil. Outras duas edições foram realizadas: em 1985, na Espanha, vencida pelo Brasil, e em 1988, na Austrália, vencida pelo Paraguai, que derrotou o até então favorito Brasil por 2 - 1, de virada. Esta vitória do Paraguai encerrou um ciclo de invencibilidade da Seleção Brasileira de Futebol de Salão de 920 jogos, que durava desde 1957.
A partir de 1989, com a popularização do esporte, a FIFA resolve assumir unilateralmente o corpo diretivo do Futsal, organizando seu primeiro Mundial naquele ano (agora renomeado de Copa do Mundo de Futsal), mas com regras um pouco diferentes daquelas utilizadas pela FIFUSA, já que ela objetivava deixar o esporte um pouco mais atrativo
Com isso, a FIFUSA enfraqueceu-se.

### Era PANAFUTSAL
Lideradas pelo Paraguai - campeão do último Campeonato Mundial de Futebol de Salão organizado pela FIFUSA (em 1988) - algumas federações sul-americanas uniram-se com outras antigas filiadas FIFUSA no resto do continente para criar, em 25 de setembro de 1990, na cidade de Bogotá, a Confederação Pan-Americana de Futebol de Salão (PANAFUTSAL). Os países-membros da nova entidade foram: Argentina, Bolívia, Colombia, Costa Rica, México, Paraguai, Porto Rico, Uruguai e Venezuela. Mais tarde, Antilhas Holandesas, Aruba, Canadá e Equador iriam aderir à PANAFUTSAL.
Assim, ao longo da década de 1990, a PANAFUTSAL manteve-se como uma entidade independente da FIFA e organizou os Campeonatos Mundiais de Futebol de Salão, com as regras originais criadas pela FIFUSA.
Em 2000, o Comitê Olímpico Internacional reconheceu oficialmente a FIFA como única entidade para promover campeonatos de Futsal.

### Era AMF
Em 2002, mesmo com o Comitê Olímpico Internacional legitimando a FIFA como única entidade a promover torneios oficiais de futsal, dissidentes da PANAFUTSAL, juntamente com algumas federações nacionais de outros continentes, criaram a Associação Mundial de Futsal, sucessora da FIFUSA, que passou a organizar o Mundial original a cada quatro anos.

### FIFUSA
| Ano           | Sede      | Vencedor | Placar | Vice-campeão | Terceiro lugar | Placar                  | Quarto lugar |
| ------------- | --------- | -------- | ------ | ------------ | -------------- | ----------------------- | ------------ |
| 1982 Detalhes | Brasil    | Brasil   | 1–0    | Paraguai     | Uruguai        | 0–0 (pro) Pênaltis: 2–1 | Colômbia     |
| 1985 Detalhes | Espanha   | Brasil   | 3–1    | Espanha      | Paraguai       | 10–3                    | Argentina    |
| 1988 Detalhes | Austrália | Paraguai | 2–1    | Brasil       | Espanha        | 5–1                     | Portugal     |

### PANAFUTSAL
| Ano           | Sede      | Vencedor  | Placar            | Vice-campeão | Terceiro lugar | Placar            | Quarto lugar |
| ------------- | --------- | --------- | ----------------- | ------------ | -------------- | ----------------- | ------------ |
| 1991 Detalhes | Itália    | Portugal  | 1–1 Pênaltis: 3–2 | Paraguai     | Brasil         | 3–2               | Bolívia      |
| 1994 Detalhes | Argentina | Argentina | 2–1 (pro)         | Colômbia     | Uruguai        | 1–0               | Brasil       |
| 1997 Detalhes | México    | Venezuela | 4–0               | Uruguai      | Brasil         | 4–1               | Rússia       |
| 2000 Detalhes | Bolívia   | Colômbia  | 3–3 Pênaltis: 3–1 | Bolívia      | Argentina      | 6–6 Pênaltis: 6–5 | Rússia       |

### AMF
| Ano           | Sede         | Vencedor  | Placar | Vice-campeão | Terceiro lugar | Placar | Quarto lugar  |
| ------------- | ------------ | --------- | ------ | ------------ | -------------- | ------ | ------------- |
| 2003 Detalhes | Paraguai     | Paraguai  | 5–4    | Colômbia     | Bolívia        | 4-1    | Peru          |
| 2007 Detalhes | Argentina    | Paraguai  | 1–0    | Argentina    | Colômbia       | 6–4    | Peru          |
| 2011 Detalhes | Colômbia     | Colômbia  | 8–2    | Paraguai     | Argentina      | 8–4    | Rússia        |
| 2015 Detalhes | Bielorrússia | Colômbia  | 4–0    | Paraguai     | Argentina      | 7–1    | Bélgica       |
| 2019 Detalhes | Argentina    | Argentina | 3–2    | Brasil       | Paraguai       | 11–1   | África do Sul |
| 2023 Detalhes | México       | Paraguai  | 6-1    | Uruguai      | Colômbia       | 2-0    | Catalunha     |

### Novo FIFUSA
| Ano           | Sede     | Vencedor | Placar | Vice-campeão | Terceiro lugar | Placar | Quarto lugar |
| ------------- | -------- | -------- | ------ | ------------ | -------------- | ------ | ------------ |
| 2024 Detalhes | Colômbia | Colômbia | 2–1    | Brasil       | Venezuela      | 2–0    | Argentina    |